# عبد الله محمد الشهيل
عبد الله محمد الشهيل (1939- 2018)، كاتب وباحث ومؤرخ سعودي، يُعد من رموز ورواد الحركة الثقافية الأدبية في السعودية، وهو المدير السابق لإدارة الأندية السعودية الأدبية، ورئيسًا لنادي الرياض الأدبي، الذي ساهم في تأسيسه إلى جانب مساهمته بتأسيس جمعية الثقافة والفنون، وعمله على تطوير الأندية السعودية، وهو أول رئيس للجنة مهرجان الجنادرية الثقافية، له نحو 7 مؤلفات لعل أبرزها كتابه (تأسيس الدولة السعودية المعاصرة)، وكتاب (إسرائيل وتحديات المستقبل)، إضافة إلى إسهاماته في الصحافة والإذاعة، وتوفي عن 82 عامًا في الرياض عام 2018.

## مؤلفاته
- صور عربية من أسبانيا، النادي الأدبي، الرياض، 1399هـ/1979م.
- التطور التاريخي للدولة السعودية في دورها الأول: قراءة في أحوالها الدينية وتطورها السياسي والاقتصادي والثقافي والاجتماعي 1157-1233هـ/1744-1818م، النادي الأدبي، الرياض، 1423هـ/2002م.
- محمد بن عبد العزيز بن راشد بن عبد الله بن شهيل العائذي (سيرة والد المؤلف)، 1427هـ/2007م. [6]

## وصلات خارجية
- «عبد الله الشهيل».. جاب الأماكن وكتب التاريخ وسطر «محطات عمر»